# Parafia Wniebowzięcia Najświętszej Maryi Panny w Zdziłowicach Czwartych
Parafia Wniebowzięcia NMP w Zdziłowicach Czwartych - parafia rzymskokatolicka znajdująca się w diecezji sandomierskiej w dekanacie Modliborzyce. 
Parafia została erygowana w 1942 roku przez bpa M. Leona Fulmana.